# Lo Vilar de Dun
Vilar (en francès Villard) és una localitat i comuna francesa, a la regió de la Nova Aquitània, departament de la Cruesa, al districte de Guéret i cantó de Dun-Le-Palestel. La seva població al cens de 1999 era de 329 habitants. Està integrada a la Communauté de communes du Pays Dunois.

## Demografia
| 1968 | 1975 | 1982 | 1990 | 1999 |
| ---- | ---- | ---- | ---- | ---- |
| 457  | 403  | 347  | 341  | 329  |

## Administració
| Període   | Identitat         | Partit |
| --------- | ----------------- | ------ |
| 2001-2003 | Jean-Claude Lardy |        |
| 2003-     | Marc Glénisson    |        |